# 1996 في رومانيا
فيما يلي قوائم الأحداث التي وقعت خلال عام 1996 في رومانيا.

## سياسة

### تعيين في المنصب
- 29 نوفمبر – إميل كونستانتينسكو رئيس رومانيا [الإنجليزية]‏.
- 1 ديسمبر – ترايان باسيسكو عضو مجلس النواب في رومانيا.
- 20 ديسمبر – نيكولاى فاكارويو عضو مجلس شيوخ رومانيا ‏.

### انتهاء فترة المنصب
- 9 أبريل – ترايان باسيسكو عضو مجلس النواب في رومانيا.
- 22 نوفمبر – أدريان ناستاسه President of the Chamber of Deputies of Romania [الإنجليزية]‏.
- 11 ديسمبر – نيكولاى فاكارويو قائمة رؤساء وزراء رومانيا،قائمة رؤساء وزراء رومانيا.

## مواليد

### أبريل
- 8 أبريل – جورج بوشكاش لاعب كرة قدم روماني.
- 10 أبريل – كريستينا لازلو لاعبة كرة يد رومانية.
- 18 أبريل – إيوانا دوكو لاعبة كرة مضرب رومانية.

### يوليو
- 1 يوليو – أندريه باتروي لاعب كرة مضرب روماني.

### سبتمبر
- 20 سبتمبر – إيوانا لوريدانا روسكا لاعبة كرة مضرب رومانية.
- 20 سبتمبر – باتريك سورسلا لاعب كرة مضرب روماني.

## وفيات

### يناير
- 1 يناير – بيتري ستينباتش (مواليد 1906) لاعب كرة قدم روماني.

### فبراير
- 15 فبراير – برونو فيرينك ستروب (مواليد 1914) سياسي مجري.

### نوفمبر
- 12 نوفمبر – رودولف ستينر (مواليد 1907) لاعب كرة قدم روماني.

### ديسمبر
- 8 ديسمبر – مارين سوريسكو (مواليد 1936) كاتب روماني.